# Ethniki Organosis Kyprion Agoniston
L'EOKA (en grec Εθνική Οργάνωσις Κυπρίων Αγωνιστών, Ethnikí Orgánosis Kypríon Agonistón, « Organisation nationale des combattants chypriotes ») est une ancienne organisation paramilitaire anticommuniste et pro-grecque qui combattait pour la fin de l’occupation britannique de Chypre, pour l’autodétermination de l’île et son rattachement à la Grèce.
Elle fut active de 1955 à 1959. Son fondateur et chef fut Geórgios Grívas. Pendant ces 4 ans, elle employa des méthodes de guérilla, contre les occupants britanniques et le TMT, organisation séparatiste turque. L'EOKA fut dissoute en mars 1959.

## Rappels historiques
Le 5 novembre 1914, le Royaume-Uni annexe l'île de Chypre, qu'elle administrait avec le consentement des Ottomans depuis 1878. Aussitôt les Grecs chypriotes exigent le rattachement de leur île à la Grèce. Le contentieux entre la Grèce et la Turquie prend une ampleur internationale en 1954 quand la Grèce dépose aux Nations unies une motion sur l'autodétermination de l’île ; c'est le début d'un conflit inter-communautaire. 
En 1955, l'EOKA augmente ses violences contre les Britanniques et les Chypriotes turcs.

## Le référendum de 1950
Un premier référendum sur le rattachement de l'île à la Grèce a lieu le 15 janvier 1950. Organisé par l'Église orthodoxe, sous l'égide de l'archevêque Makarios II, il n'a cependant aucune valeur officielle et ne concerne que la communauté chypriote grecque. Lors de ce référendum, 95,7 % des Chypriotes grecs se prononcent en faveur du rattachement à la Grèce : l'Union ou « Énosis » (en grec : ἔνωσις),, démontrant ainsi leur rejet de l'administration coloniale britannique.
Le gouvernement britannique considère ce référendum comme un stratagème dans la rivalité entre le parti AKEL, d'orientation communiste, et l'Église orthodoxe. Il ne lui accorde aucune considération. Pire, l'anticommunisme occidental de l'après-guerre permet à Sir Andrew Wright, devenu gouverneur de l'île en 1949, de défendre sa politique répressive envers les partisans de l'Énosis (dont l'AKEL est au premier rang) auprès du Colonial office.

## La Guerre d'indépendance (1955-1959)

### Le soulèvement chypriote grec
En 1955, les Chypriotes grecs reprennent les armes contre le pouvoir britannique en formant l'Ethniki Organosis Kyprion Agoniston (EOKA), dirigée par le général grec Geórgios Grívas. De son côté, le Royaume-Uni commence à recruter des milices chypriotes turques pour renforcer ses troupes coloniales. Cette politique de division de la population conduit bientôt à des violences inter-communautaires.
Désireux de résoudre la crise en profitant du caractère multiethnique de la population chypriote, le gouvernement britannique invite la Grèce et la Turquie à participer à une conférence à Londres le 29 août 1955. Cependant, les pourparlers n'aboutissent qu'au durcissement des positions de chacun des interlocuteurs et aucune solution n'est trouvée. Consternée par les prétentions de l'État grec sur l'île et manipulée par son propre gouvernement, une partie de la population turque organise alors le pogrom d'Istanbul, qui détériore pour longtemps les relations gréco-turques.

### L'arrestation de Makarios III
En réponse aux actions de la guérilla chypriote, le gouvernement britannique finit par arrêter et déporter Makarios III aux Seychelles le 29 mars 1956. En Grèce, cet événement a un écho très fort et des manifestations anti-anglaises se produisent dans différentes villes du pays, ce qui conduit au renvoi de l'ambassadeur de Grèce à Londres. Consterné par la situation, le gouvernement grec fait placer la question chypriote à l'agenda de l'ONU.
Sous la pression du président américain Eisenhower, alerté par la diplomatie grecque, Londres finit par libérer Makarios III le 28 mars 1957. Dans le même temps, le terrorisme s'accentue à Chypre. Tandis que la diplomatie turque réclame de plus en plus ouvertement la Taksim, autrement dit la partition de l'île entre Chypriotes grecs et turcs, la guérilla hellénophone s'en prend de plus en plus violemment à la minorité turcophone. La diplomatie britannique profite alors de ces violences inter-ethniques pour proposer un nouveau plan de résolution du conflit, consistant en la mise en place d'une sorte de triple condominium anglo-gréco-turc sur l'île. Mais, une fois encore, le plan est rejeté par Makarios III car il ne prend pas en compte les réclamations de la population.

## Négociations et indépendance (1959-1960)
Les accords de Zurich et de Londres de 1959 mettent fin à la lutte anti-coloniale et le traité de garantie qui l'accompagne officialise l’abandon de toute prétention territoriale britannique sur l'île. Le Royaume-Uni, la Turquie et la Grèce deviennent garants de l'équilibre constitutionnel de la république de Chypre. Le traité accorde, en particulier, un droit d'intervention militaire, sous certaines conditions, pour rétablir l'ordre constitutionnel si celui-ci venait à être modifié.
Chypre devient une république indépendante en 1960 et adopte sa propre constitution. Elle intègre par ailleurs l'ONU et le Commonwealth.